# Драгиња
Драгиња је женско словенско име, изведено од имена Драган. 

## Популарност
У Хрватској је ово име током 20. века било веома популарно све до осамдесетих година и то чешће међу српским, него хрватским становништвом. Највише имењакиња живи у Загребу, Глини и Петрињи. У САД је у августу 2009. скоро 500 особа имало ово име.